# Ponce de Leon (miasto)
Ponce de Leon – miasto w Stanach Zjednoczonych, w stanie Floryda, w hrabstwie Holmes.